# 约翰·威尔金森 (发明家)
约翰·威尔金森（英語：John Wilkinson；1728年—1808年7月14日），是英国的一位著名实业家、发明家，发明制造出了镗床，1808年去世后安葬在自己设计的铁棺内，外号“铁疯子”（英語：Iron-Mad）。